# لیسیتسا (رود)
لیسیتسا (به لاتین: Lisitsa) یک رود در روسیه است که در استان تومسک واقع شده‌است.